# Blogueirinha
Xanaína Horta, mais conhecida como Blogueirinha (Los Angeles, 31 de julho de 2000), é uma personagem fictícia caracterizada como influenciadora, apresentadora, youtuber, modelo, atriz, técnica em medicina pela USP de Los Angeles, drag queen, cantora e compositora estadunidense naturalizada brasileira. Foi criada pelo youtuber carioca Bruno Matos com uso de sátira, a personagem faz humor a partir de atitudes de personalidades da TV e da internet, principalmente blogueiras de moda. Atualmente, tem seu próprio talk show, intitulado De Frente com Blogueirinha, da DiaTV.

## Biografia e carreira

### Blogueirinha
Blogueiras não se falam. É tudo falsidade. Porque quando uma blogueira ganha, outra deixa de ganhar. Entendeu? Elas estão com raiva de mim. Uma dessas veio falar que 'blogueirinha' é um termo pejorativo. Foi uma grande polêmica.— Citação de Blogueirinha, em entrevista a revista Quem

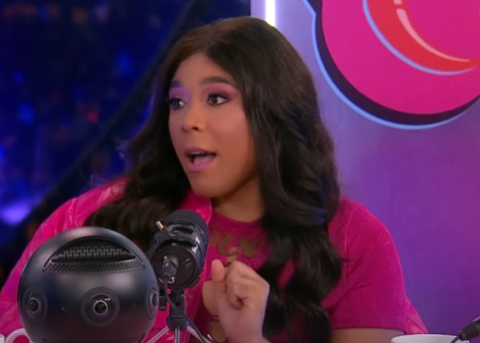
Blogueirinha em setembro de 2022.

Antigamente, assinava seu nome como "Blogueirinha de Merda". Retirou o "de Merda" visando patrocínios. Alguns dos bordões da personagem são: "tutupom", "melhor do mundo", "não sei se vai tá focando", "meu Deus, que perfeição", "infelizmente, não tem no Brasil" e "por exemplo: não tem exemplo". Blogueirinha diz viver entre as celebridades de Los Angeles, nos Estados Unidos, e em meio ao luxo. No Brasil, estreou em novembro de 2018 o Difícil de Focar, seu próprio programa de entrevistas e entretenimento no canal de humor do Multishow no YouTube. Antes disso, mostrava os bastidores do Música Boa Ao Vivo (apresentado na TV pela cantora Iza no Multishow). Em 2018, participou como jurada da primeira temporada da Corrida das Blogueiras (reality show criado pelo canal Diva Depressão e produzido pela DiaTV). Na segunda e terceira temporadas, Blogueirinha participou como coach, comentando e dando dicas aos participantes durante as provas do reality.
Em janeiro de 2019, assinou contrato com a produtora Dia Estúdio. Em abril de 2019, anunciou na cobertura da transmissão do Lollapalooza o lançamento do videoclipe "Toca se Toca", o primeiro single do álbum Shades. Em agosto de 2019, estreiou com uma nova edição do seu programa no Multishow, nomeado Difícil de Focar: Road To Rock In Rio. Em outubro de 2019, esteve na equipe de repórteres do Multishow para a cobertura da transmissão do Rock in Rio. Ao comentar uma performance da Blogueirinha na cobertura do Rock in Rio, Chico Barney, colunista do UOL, definiu o humor como "absurdista" e "pitoresco".
Em dezembro de 2019, lançou a música "Zug Zug", que entrou no Top 100 do iTunes Brasil. Em janeiro de 2020, foi até os estúdios da Rede Globo, onde foi confinada por um dia na casa do Big Brother Brasil 20, ao lado de outros influenciadores digitais.
Em março de 2020, Blogueirinha participou da rodada de lives "Ao Vivo Em Casa", promovida pela Dia Estúdio, devido ao início da pandemia de COVID-19.
Em junho de 2021, lançou uma série documental e paródia do documentário A Vida Depois do Tombo, da cantora Karol Conká, do Globoplay. O título A Vida Depois do Tombo da Jully é uma referência ao seu "cancelamento" nas redes sociais em julho de 2020, após ter comentado a foto da youtuber Jully Molina que tinha sofrido um acidente de moto. Na época, Blogueirinha saiu do Instagram.
Ao comentar sobre o Prêmio Multishow 2021 no Jornal de Brasília, Kátia Flávia disse que a Blogueirinha foi o "ponto alto do prêmio": "A personagem Blogueirinha é um dos trunfos que o Multishow conseguiu garantir em seu casting. Sempre com humor ácido e sarcástico, Blogs usa e abusa dos clichês das blogueiras e parece nem fazer força… tanto que o resultado está aí… números altos em suas redes sociais e canal do YouTube."
No dia 26 de janeiro de 2022, foi lançada a apresentação das faixas do álbum Quem Me Conhece Sabe no canal do YouTube Humor Multishow. No dia 28 do mesmo mês, apareceu no clipe musical "Quero Te Dar" com participação do Agrada Gregos, Gretchen e Sasha Zimmer.

### Bruno Matos
Bruno Matos (Mesquita, 3 de janeiro de 1994) é um youtuber e humorista brasileiro. Inicialmente, interpretava a sua personagem Blogueirinha com uma toalha de banho na cabeça. Atualmente, faz parte do quadro de criadores da produtora DiaTV.

Em abril de 2016, eu estava fazendo um curso de improviso, mas fui assaltado na rua quando estava com celular ouvindo "High School", e meu aluguel aumentou e não tive mais como pagar o curso. Daí comecei a fazer vídeos pra internet, e na época gostava muito de um garoto e ele me apoiava muito, então resolvi criar um canal. Aí eu fazia vídeos como Bruno mesmo e Xanna, que nem era blogueirinha. Ela era uma menina tentando ser famosa. Eu comecei fazendo os vídeos com toalha na cabeça e gravava com webcam, e o segundo vídeo dela postei no Facebook. Fui dormir. Quando acordei já estava todo mundo comentado sobre a "Blogueirinha de Merda".— Bruno Matos em entrevista ao Leia Já, em 2018

## Filmografia

### Televisão e internet
| Ano                 | Título                          | Personagem                    | Nota                              | Ref.          |
| ------------------- | ------------------------------- | ----------------------------- | --------------------------------- | ------------- |
| 2018                | Música Boa Ao Vivo              | Repórter                      |                                   |               |
| 2018–2019           | O Tumblr Tem Suas Regras        | Blogueira dos Campos/Brunessa |                                   | [ 22 ]        |
| 2018, 2024–presente | Corridas das Blogueiras         | Jurada                        | Temporadas 1 e 6                  | [ 23 ] [ 24 ] |
| 2019–2021; 2023     | Corridas das Blogueiras         | Convidada                     | Temporadas 2,3 e 5                | [ 23 ] [ 24 ] |
| 2018–2021           | Vai Vegana                      | Ela mesma                     | Documentário                      |               |
| 2018–2021           | Difícil de Focar                | Apresentadora                 | [ 26 ]                            | [ 27 ] [ 6 ]  |
| 2020; 2023          | Bafo a Bafo                     | Apresentadora                 |                                   | [ 28 ]        |
| 2020                | Blognews                        | Apresentadora                 |                                   | [ 29 ]        |
| 2021                | A Vida Depois do Tombo da Jully | Ela mesma                     | Documentário                      | [ 15 ]        |
| 2021                | #BeatsMandaJobs                 | Jurada                        |                                   | [ 30 ]        |
| 2021–presente       | De Frente com Blogueirinha      | Apresentadora                 |                                   | [ 31 ] [ 32 ] |
| 2023–presente       | Só Tem no Brasil                | Apresentadora                 |                                   | [ 33 ]        |
| 2024                | Fantástico                      | Repórter                      | Quadro: "Paredão da Blogueirinha" |               |
| 2024                | Blogueirinha, a Feia            | Blogueirinha                  |                                   | [ 34 ]        |
| 2025                | Vale Tudo                       | Ela mesma                     | Episódio: "18 de abril"           | [ 35 ]        |
| 2025                | Show do Milhão                  | Convidada                     | Episódio: "17 de agosto"          |               |

### Cinema
| Ano  | Título                           | Papel        | Nota           |
| ---- | -------------------------------- | ------------ | -------------- |
| 2019 | Ferdinando.Doc: Por Trás da Diva | Blogueirinha | Curta-metragem |

### Campanhas publicitárias
| Ano  | Empresa                                                                     | Ref.          |
| ---- | --------------------------------------------------------------------------- | ------------- |
| 2018 | Ampm                                                                        | [ 36 ]        |
| 2018 | O Boticário                                                                 | [ 37 ] [ 38 ] |
| 2019 | Rock in Rio, Trident (tour pelos palcos com T3ddy)                          | [ 39 ]        |
| 2020 | Soltos em Floripa (Prime Video)                                             | [ 40 ] [ 41 ] |
| 2023 | Red, White & Royal Blue (bra: Vermelho, Branco e Sangue Azul) (Prime Video) | [ 42 ]        |

Como embaixadora
- 2024 - foi convidada pela marca de preservativos Olla para falar de saúde sexual em uma série de vídeos nas redes sociais[43]

## Discografia
| 2022          | Quem Me Conhece Sabe - Lançamento: 13 de janeiro de 2022 - Formato(s): Download digital, streaming - Gravadora: Blogueirinha      | [ 44 ] |
| Trilha sonora | |        |
| 2024          | Blogueirinha, a Feia - Lançamento: 25 de setembro de 2024 - Formato(s): CD, Download digital, streaming - Gravadora: Blogueirinha |        |

| Título                    | Ano  | Álbum                     | Videoclipe | Nota                                                      | Ref.   |
| ------------------------- | ---- | ------------------------- | ---------- | --------------------------------------------------------- | ------ |
| "Atentada"                | 2017 | Adicionado à nenhum álbum | Sim        | —                                                         | —      |
| "Zug Zug"                 | 2019 | Quem Me Conhece Sabe      | Sim        | —                                                         | [ 45 ] |
| "João (MADAME B)"         | 2020 | Adicionado à nenhum álbum | Sim        | Versão cover do videoclipe de "Living for Love" (Madonna) | [ 46 ] |
| "Desculpas Veganas"       | 2020 | Quem Me Conhece Sabe      | Sim        | —                                                         | [ 47 ] |
| "Tah Phod@"               | 2021 | Adicionado à nenhum álbum | Sim        | —                                                         | [ 48 ] |
| "Tah Phod@ (Versão Trap)" | 2021 | Adicionado à nenhum álbum | Sim        | —                                                         | [ 49 ] |
| "Momentos"                | 2021 | Adicionado à nenhum álbum | Não        | —                                                         | [ 50 ] |
| "Eu Sabia"                | 2021 | Quem Me Conhece Sabe      | Sim        | —                                                         | [ 51 ] |
| "Cavalona"                | 2022 | Quem Me Conhece Sabe      | Sim        | —                                                         | [ 52 ] |
| "Eu Sei Que Você Quer"    | 2022 | Quem Me Conhece Sabe      | Sim        | —                                                         | [ 53 ] |
| "Homem Feio Também Trai"  | 2022 | Quem Me Conhece Sabe      | Sim        | —                                                         | [ 54 ] |
| "Soy Solita"              | 2024 | Adicionado à nenhum álbum | Não        | —                                                         | [ 55 ] |

| Título                        | Ano  | Artista                           | Videoclipe | Nota                                                                    | Ref.   |
| ----------------------------- | ---- | --------------------------------- | ---------- | ----------------------------------------------------------------------- | ------ |
| "Toca se Toca (feat. Mc MSW)" | 2019 | T3ddy, Lucas Rangel, Blogueirinha | Sim        | Paródia de "Bola Rebola" (Anitta) (gravado no Lollapalooza Brasil 2019) | [ 56 ] |
| "Foca (feat. T3ddy)"          | 2019 | Blogueirinha                      | Sim        | Paródia de "Work" (Rihanna) (gravado no Rock in Rio 2019)               | [ 57 ] |

## Prêmios e indicações
| Ano  | Prêmio                    | Categoria                                | Indicação                  | Resultado |
| ---- | ------------------------- | ---------------------------------------- | -------------------------- | --------- |
| 2018 | MTV Millennial Awards     | Aposta Digital                           | Blogueirinha               | Venceu    |
| 2019 | Digital Awards Br         |                                          | Blogueirinha               | Venceu    |
| 2020 | Prêmio Jovem Brasileiro   | Melhor Influencer de Humor               | Blogueirinha               | Indicado  |
| 2021 | Prêmio Jovem Brasileiro   | Humor                                    | Blogueirinha               | Pendente  |
| 2022 | BreakTudo Awards          | Personalidade da Internet                | Blogueirinha               | Indicada  |
| 2023 | BreakTudo Awards          | Apresentador Favorito                    | De Frente com Blogueirinha | Pendente  |
| 2023 | Acervo Awards             | Comunicador do Ano                       | De Frente com Blogueirinha | Venceu    |
| 2023 | Acervo Awards             | Personalidade do Ano                     | De Frente com Blogueirinha | Indicada  |
| 2023 | Melhores do Ano NaTelinha | Melhor Podcast/Canal do YouTube          | De Frente com Blogueirinha | Pendente  |
| 2023 | Prêmio Arcanjo de Cultura | Redes                                    | De Frente com Blogueirinha | Pendente  |
| 2023 | Prêmio Área VIP           | Revelação da Mídia                       | De Frente com Blogueirinha | Pendente  |
| 2023 | Prêmio Área VIP           | Melhor Conteúdo Digital                  | De Frente com Blogueirinha | Pendente  |
| 2023 | Prêmio Área VIP           | Melhor Programa de Entrevistas/Talk Show | De Frente com Blogueirinha | Pendente  |
| 2024 | Prêmio iBest              | Apresentadores de TV/Streaming           | De Frente com Blogueirinha | Pendente  |
| 2024 | Prêmio iBest              | Humorista do Ano                         | De Frente com Blogueirinha | Pendente  |